# Clavicule
 (août 2015).
La clavicule (du latin clavicula, « petite clef ») chez l'être humain est un os long pair faisant partie de la ceinture scapulaire. C'est le seul os long en position horizontale.

## Description
La clavicule a la forme d'un « S » allongé et aplati.
Située au-dessus de la première côte, elle s'articule en dedans avec le manubrium sternal pour former l'articulation sterno-claviculaire et, en dehors, avec l'acromion de la scapula pour former l'articulation acromio-claviculaire.
Elle présente :
- deux faces, supérieure et inférieure ;
- deux bords, antérieur et postérieur ;
- deux extrémités, interne et externe.

### Face supérieure

La clavicule en 3D

La face supérieure de la clavicule est presque plane dans son tiers externe et convexe d'avant en arrière pour l'autre partie.
La face supérieure de la clavicule est sous cutanée. Entre elle et la peau se trouve le muscle platysma et les nerfs supra-claviculaires.
Sa partie externe donne insertion à l'avant au muscle deltoïde et à l'arrière au muscle trapèze.
Sa partie interne donne insertion d'avant en arrière au muscle grand pectoral, à la lame superficielle du fascia cervical et le muscle sterno-cléido-mastoïdien.
À l'extrémité distale de la lame superficielle du fascia cervical, se présente le tubercule deltoïdien.

### Face inférieure
La face inférieure de la clavicule est convexe. Dans son tiers médian se trouve le sillon du muscle subclavier dans laquelle s'insère le muscle subclavier.
La lèvre postérieure de la gouttière reçoit l'insertion du fascia clavi-pectoro-axillaire et du ligament coraco-claviculaire medial. Sous cette lèvre postérieure se trouve le trou nourricier de la clavicule.
En dehors de la gouttière une surface rugueuse oblique d'avant en arrière et de dehors en dedans, la ligne trapézoïde et le tubercule conoïde reçoit l'insertion du ligament conoïde et du ligament trapézoïde.
En dedans de la gouttière se trouve le tubercule costal qui répond à la première côte et en arrière s'insère le muscle sterno-hyoïdien.

### Bord antérieur
Le bord antérieur est convexe en dedans et concave en dehors.
Sur sa partie convexe s’insère le muscle grand pectoral et le muscle deltoïde sur son tiers externe.

### Bord postérieur
Le bord postérieur est convexe sur son tiers externe et concave en dedans.
C'est une zone d'insertion en dedans pour le faisceau externe du muscle cléido-sterno-mastoïdien et en dehors pour les faisceaux antérieurs du muscle trapèze.

### Extrémité sternale
L'extrémité médiale ou extrémité sternale, épiphysaire, est quadrangulaire et s'articule avec l'incisure claviculaire du manubrium sternal pour former l'articulation sterno-claviculaire. 
La facette articulaire sternale de la clavicule est de forme triangulaire concave dans le sens antéro-postérieur. Elle s'étend jusqu'à sur la face inférieure pour former un angle dièdre saillant qui répond au dièdre rentrant de l'incisure claviculaire du sternum et au premier cartilage costal.. Elle s'étend jusqu'au qu'à une zone rugueuse : la tubérosité costale de la clavicule correspondant ou empreinte du ligament costo-claviculaire.  

### Extrémité acromiale
L'extrémité externe ou extrémité acromiale est aplatie de haut en bas. Il porte une facette ovalaire : la facette acromiale de la clavicule. Elle est orientée en dehors et en bas et s'articule la facette articulaire claviculaire de la scapula pour former l'articulation acromio-claviculaire. La capsule articulaire de l'articulation s'insère sur son pourtour. Le bord antérieur de l'extrémité est concave vers l'avant et son bord postérieur est convexe vers l'arrière.

### Variation
La forme de la clavicule varie plus que la plupart des autres os longs. Il est parfois percé par une branche du nerf supra-claviculaire.
La clavicule gauche est généralement plus longue et plus faible que la clavicule droite.

## Anatomie fonctionnelle
La clavicule est l’élément rigide de raccordement du membre supérieur au tronc. Elle permet à l'omoplate de se déplacer librement sur la paroi thoracique et éloigne le membre supérieur du thorax. Ce qui permet de maximiser l'amplitude des mouvements du bras.
La clavicule recouvre le défilé cervicothoracobrachial et joue un rôle de protection pour le faisceau neurovasculaire qu'il contient.
La clavicule est un élément de transmission des efforts du membre supérieur au niveau du squelette axial.

## Embryologie
La clavicule est le premier os à entamer son processus d'ossification au cours du développement de l'embryon, au cours des cinquième et sixième semaines de gestation, mais c'est l'un des derniers os à la terminer vers l'âge de 21 à 25 ans. Son extrémité latérale est formée par une ossification intramembraneuse tandis que son extrémité interne est formée par une ossification endochondrale et forme une épiphyse. Elle est constituée d'une masse d'os spongieux entourée d'une coque osseuse compacte. L'os spongieux se forme via deux centres d'ossification, un médial et un latéral, qui fusionnent plus tard.
Même si elle est classée comme un os long, la clavicule n'a pas de canal médullaire comme les autres os longs.[réf. nécessaire]

## Aspect clinique
La clavicule est un élément de repère pour la ligne médio-claviculaire qui est la ligne verticale passant au milieu de son corps.
Les clavicules sont parfois partiellement ou totalement absentes dans la dysplasie cléidocrânienne.

### Traumatismes claviculaires
Un choc direct ou indirect par l'intermédiaire du membre supérieur peut provoquer une fracture de la clavicule ou une luxation acromio-claviculaire, ou les deux blessures en même temps.
Les chocs directs sont majoritairement des chocs latéro-médiaux directement au niveau de l'épaule.
Les chocs indirects proviennent lors d'une chute avec une main tendue ou avec réception sur le coude.
Le site de fracture le plus courant est la jonction entre les deux courbures de l'os, qui est le point le plus faible. Il en résulte que le muscle sterno-cléido-mastoïdien soulève la partie médiale vers le haut, pouvant entraîner une perforation de la peau sus-jacente.

## Anatomie comparée
Dans la phylogénie des Vertébrés, la clavicule apparaît chez les Ostéichthyens (poissons osseux) mais est perdue dans de nombreux clades : elle est absente chez les Chondrichtyens (poissons cartilagineux) et chez la plupart des poissons osseux actuels, notamment tous les Téléostéens. Les vertébrés dépourvus de clavicules sont dits acléidiens.

### Évolution
La clavicule apparaît d'abord comme partie du squelette chez les poissons osseux primitifs, où elle est associée à la nageoire pectorale. Ils possèdent également un os appelé le cleithrum. Chez ces poissons, les clavicules appariées passent derrière et sous les branchies de chaque côté et sont reliées par une symphyse solide sur la face inférieure du poisson. Elles sont cependant absentes chez les poissons cartilagineux et chez la grande majorité des poissons osseux actuels, y compris tous les téléostéens.
Les premiers tétrapodes ont conservé cet arrangement, avec l'ajout d'une interclavicule en forme de losange entre la base des clavicules, bien que cela ne se trouve pas chez les amphibiens actuels.
Le cleithrum a disparu au début de l'évolution des reptiles et ne se retrouve chez aucun amniote actuel, mais l'interclavicule est présente chez la plupart des reptiles modernes, ainsi que chez les monotrèmes.
Dans les formes modernes, cependant, il existe un certain nombre de variations par rapport au modèle primitif. Par exemple, les crocodiliens et les salamandres n'ont pas de clavicules, les crocodiliens ont conservé l'interclavicule. Chez les tortues, elles font partie de leur carapace.
L'interclavicule est absente chez les mammifères marsupiaux et placentaires.
Bien qu'un certain nombre de clavicules fossiles d'hominidés aient été trouvées, la plupart d'entre elles ne sont que de simples segments offrant des informations limitées sur la forme et la fonction de la ceinture pectorale. Une exception est la clavicule de AL 333x6/9 attribuée à Australopithecus afarensis qui a une extrémité sternale bien conservée. Une interprétation de ce spécimen, basée sur l'orientation de son extrémité latérale et la position de la zone d'attache du deltoïde, suggère que cette clavicule est distincte de celles trouvées chez les hominoidea actuels, et donc que la forme de l'épaule humaine est apparue il y a moins de 3 à 4 millions d'années. Cependant, les analyses de la clavicule chez les primates existants suggèrent que la position basse de l'omoplate chez l'humain se reflète principalement dans la courbure de la partie médiale de la clavicule plutôt que dans la partie latérale. Cette partie de l'os est similaire chez A. afarensis et il est donc possible que cette espèce ait une position haute des épaules similaire à celle d'Homo sapiens.

### Chez les mammifères
Les kangourous et d'autres marsupiaux possèdent des clavicules.
Chez de nombreux placentaires, les clavicules sont réduites, voire absentes, pour permettre à l'omoplate une plus grande liberté de mouvement, ce qui peut être utile chez les animaux à course rapide.
Les clavicules sont absentes chez les Ongulés, chez les mammifères aquatiques, et ont régressé fortement chez les Carnivores.
Les clavicules sont présentes chez les animaux qui font des mouvements complexes (comme apporter de la nourriture à leur bouche, ou voler) tandis que ceux qui ont des mouvements essentiellement pendulaire (comme pour marcher, courir ou nager) n'en possèdent pas. Ainsi les chiens ou les chats ne possèdent pas ces os.

### Chez les dinosaures
Chez les dinosaures, les principaux os de la ceinture pectorale sont l'omoplate et le coracoïde, tous deux directement articulés avec la clavicule.
La clavicule est présente chez les Saurischiens mais largement absente chez les Ornithischiens. Chez certains Théropodes, les deux clavicules ont fusionné pour former une furcula.

#### Chez les oiseaux
Chez les oiseaux, qui sont des théropodes, les deux clavicules et l'interclavicule sont fusionnées en un seul os impair en forme de Y qu'on nomme la furcula (« fourchette »), résultat d'une évolution à partir des clavicules trouvées chez les théropodes coelurosauriens.
Ce caractère est partagé avec certains théropodes. En 1924, la publication d'un dessin anatomique d'Oviraptor montrant une fourchette passe inaperçue, puis en 1936, à l'université de Berkeley, Charles Camp découvre le squelette complet d'un petit théropode du Jurassique inférieur qui possède des clavicules. Des travaux plus récents démontrent, plus généralement, la présence de clavicules chez de nombreux théropodes apparentés aux oiseaux. C'est un des éléments morphologiques qui ont permis de comprendre que les oiseaux sont des dinosaures.